# Kusumoto Ine

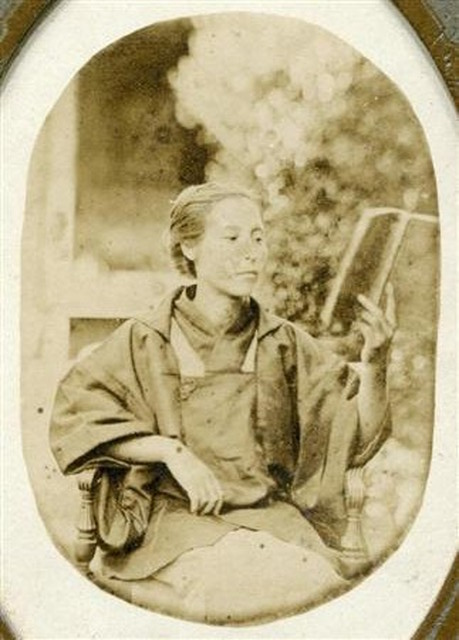
Kusumoto Ine

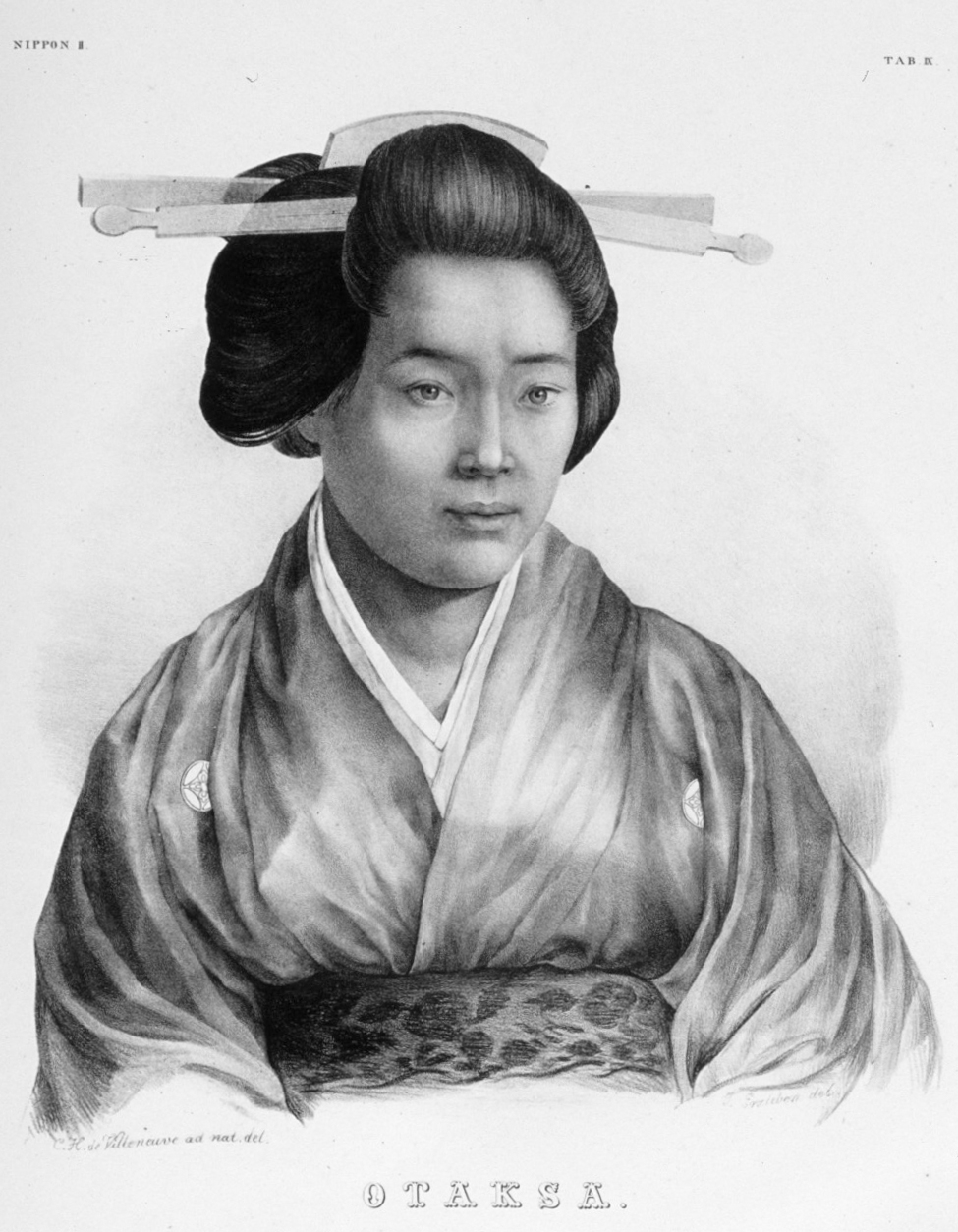
Ines Mutter Taki

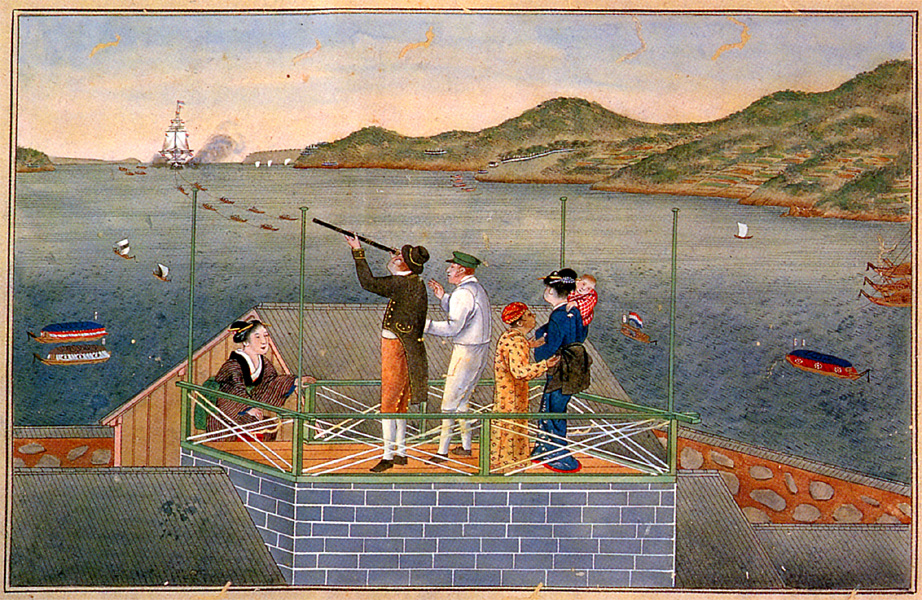
Aquarell von Kawahara Keiga: Einlaufen eines niederländischen Schiffs (蘭船入港図): Philipp Franz von Siebold mit Fernrohr, sowie Taki mit Ine

Kusumoto Ine (jap. 楠本 イネ, auch mit dem damals für Frauen üblichen Honorativpräfix O-Ine; * 31. Mai 1827 in Deshima, Nagasaki; † 26. August 1903 in Mamiana, Azabu) war die erste japanische Frauenärztin und Geburtshelferin nach westlichem Vorbild. 

## Leben
Kusumoto Ine war Tochter des deutschen Arztes und Naturforschers Philipp Franz von Siebold und Kusumoto Taki (楠本 瀧; 1807–1865), auch Sonogi (其扇) genannt. Ihr Vater arbeitete als Arzt in der niederländischen Faktorei Deshima, bis er infolge der „Siebold-Affäre“ zum Jahreswechsel 1828/29 des Landes verwiesen wurde. Erst 1859 konnte Siebold wieder nach Japan einreisen und seine Tochter wiedersehen.
Im Alter von 14 Jahren begann Ine bei einem in Uwa lebenden ehemaligen Schüler ihres Vaters eine Ausbildung in Medizin. Nachdem sie viele Jahre erfolgreich als Ärztin für Geburts- und Frauenheilkunde in Nagasaki praktiziert hatte, wurde sie als Leibärztin zur Kaiserin berufen.
Am 26. Februar 1852 wurde ihre Tochter Takako (高子; † 18. Juli 1938) geboren. Der Vater war der Mediziner Ishii Sōken (石井 宗謙; 1796–1861). Einigen Autoren zufolge wurde sie von ihm vergewaltigt.

## Sonstiges
- Sie verwendete auch den Namen Shiimoto Ine (失本 稲), wobei sich 失本 auch als Shibon lesen lässt und damit eine Anlehnung an den Namen ihres Vaters ist, während 稲 ein chinesisches Schriftzeichen (Kanji) mit der Aussprache Ine ist, statt der für Namen unüblicheren Katakana-Schreibung イネ.[3]
- Ihr Leben wurde von einem japanischen Künstler zu dem Musical Ine verarbeitet. Es hatte anlässlich der 1300-Jahr-Feier Würzburgs 2004 seine Europa-Premiere.